# Лапанкурі
Лапанкурі — село в Кахеті, входить до Телавського муніципалітету Грузії. Село розташоване неподалік від Алазанської долини.

## Назва
Вважають, що назва — «Лапанкурі» походить від рослини, яка зростає навколо села.

## Галерея

Церква
Міст через річку Лопота
Краєвиди села

## Уродженці
- Циклаурі Ревазо Шотаєвич (1984—2016) — солдат Збройних сил України, учасник російсько-української війни.